# Sara Graciela Tressens
Sara Graciela Tressens (Mercedes (Corrientes), 1944 ) es una profesora, botánica y taxónoma argentina. Ha desarrollado actividad científica en el "Departamento de Botánica", de la Universidad Nacional del Nordeste, en taxonomía de plantas nativas americanas. Realizó su carrera universitaria en la Universidad Nacional del Nordeste (UNNE); en 1966 obtuvo su titulación de Profesora de Biología; y, en 1972 de licenciada en Biología. Fue miembro de la Carrera de Investigador Científico y Tecnológico del CONICET, accediendo a Investigadora Adjunta sin director, en marzo de 1993.
De abril a junio de 1995, estuvo a cargo de la Curadoría del Herbario CTES (IBONE). Y desde febrero de 2003 es Curadora Adjunta.

## Actuación en docencia
Se desempeñó en la docencia universitaria como:
- "Ayudante alumna", entre 1965 a 1966
- "Ayudante de Primera", desde 1967 a 1968
- "Jefa de Trabajos Prácticos", de 1970 a 1976
- "Adjunta" de 1976 a 1980
- "Asociada a cargo de cátedra", de 1981 a 1988
- "Titular Interina", de 1988 a 1990
- "Titular Ordinaria, con dedicación exclusiva", de 1990 a 2005
- Profesora Libre, de 2005 a 2007

## Algunas posiciones de gestión académica
- Vicedirectora del Departamento de Biología, Facultad de Ciencias Exactas y Naturales y Agrimensura FACENA-UNNE
- Coordinadora del Área Botánica del Departamento de Biología, FACENA-UNNE
- Miembro del Consejo Académico Normalizador Consultivo de la Facultad de Ciencias Exactas y Naturales y Agrimensura – UNNE
- Miembro Titular de la Comisión Curricular para la Licenciatura en Botánica de la Facultad de Ciencias Exactas y Naturales y Agrimensura
- Fue Directora de Bonplandia: la Revista del Instituto de Botánica del Nordeste, de 2003 a 2009
- Directora de varios proyectos de investigación como así también de becarios, tesistas y pasantes.

## Algunas publicaciones
- sara g. Tressens, h.a. Keller, v. Revilla. 2008. Las plantas vasculares de la Reserva de Uso Múltiple Guaraní, Misiones (Argentina). Bol. Soc. Argent. Bot. 43(3-4):273-293. ISSN 0373-580X

- h.a. Keller, sara g. Tressens. 2008. Primer registro para la Argentina de dos especies de uso medicinal. Bol. Soc. Arg. Bot. 43(1-2): 171-178. ISSN 0373-580X

- -----------------, --------------------------. 2007. Presencia en Argentina de dos especies de uso múltiple: Acca sellowiana y Casearia lasiophylla. Darwiniana 45(2): 204-212. ISSN 0011-6793

- sara g. Tressens, h.a. Keller. 2006. Eugenia ramboi (Myrtaceae) en Argentina. Darwiniana 44(1): 294-297. ISSN 0011-6793

- s.m. Pire, sara g. Tressens. 2006. Annonaceae. En Pire, S.M., L.M. Anzótegui & G.A. Cuadrado (eds.). Flora Polínica del Nordeste Argentino III: 39-44. EUDENE

- h.a. Keller, sara g. Tressens. 2005. Novedades en Peperomia (Piperaceae) para la Argentina. Boletín de la Sociedad Argentina de Botánica 40(3-4): 297-306

- m.c. Franceschini, sara g. Tressens. 2004. Morphology of fruits, seeds and embryos of Capparis L. (Capparaceae). Botanical Journal of the Linnean Society 145: 209-218. ISSN 0024-4074

- sara g. Tressens, h.a. Keller. 2003. Flora argentina: novedades en Primulaceae. Bonplandia 12 (1-4): 147-151. ISSN 0524-0476

- --------------------------, -----------------. 2003. Hyptis uliginosa (Lamiaceae) en la Argentina. Darwiniana 41 (1-4): 189-192. ISSN 0011-6793

- e. Castillo, s.i. Mariño, sara g. Tressens. 2001. Selecting relevant diagnosis variables using integer programming techniques. Biocybernetics and Biomedical Engineering (BBE) 21 (1): 5-24. ISSN 0208-5216

- s.i. Mariño, sara g. Tressens. 2001. Artificial neural networks application in the identification of three species of Rollinia A.St.-Hil. (Annonaceae). Ann. Bot. Fenn. 38: 215-224. ISSN 0003-3847

- sara g. Tressens. 2000. Solanum compressum (Solanaceae), nueva cita para la flora argentina. Observaciones sobre el indumento. Bonplandia 10 (1-4): 113-118

- r.a. Záchia, sara g. Tressens. 1999. Rollinia salicifolia Schltdl. (Annonaceae) en Paraguay. En L. Ramella & P. Perret (eds.). Notulae ad Floram Paraquaiensem 72-75. Candollea

54: 99-103
- s. Mariño, sara g. Tressens, g. Pace. 1998. Investigaciones florísticas: base de datos taxonómica y multimedial. FACENA 14: 63-70

- sara g. Tressens. 1997. El género Cryptocarya (Lauraceae) en Argentina. Bonplandia 9 (3-4): 209-212

- j. Chiapella, sara g. Tressens. 1997. Lobelia (Campanulaceae- Lobelioideae): nuevas citas y clave para las especies argentinas. Bonplandia 9 (3-4): 245-250

- w. Barrett, sara g. Tressens. 1996. Estudio de la vegetación nativa en plantaciones de Eucalyptus grandis (Myrtaceae) en el norte de la provincia de Corrientes, Rep. Argentina. Bonplandia 9 (1-2): 1-18. Fue reeditado en SAGPyA Forestal 5: 8-12. 1997 (1ª nota), 6: 29-38. 1998 (2ª nota) y 7: 25-31. 1998 (última nota)

- sara g. Tressens, m. Rodríguez. 1996. Calyptranthes tricona (Myrtaceae), nueva cita para la flora argentina. Bonplandia 9 (1-2): 53-56

- r.h. Fortunato, sara g. Tressens. 1989. Una nueva especie diplostémona del género Mimosa L. (Leguminosae - Mimoseae) para Argentina y Paraguay. En Spichiger, R. & L. Ramella, Notulae ad Floram Paraquaiensem 19. Candollea 44: 35-38

- c.l. Cristóbal, sara g. Tressens. 1987. Bibliografía Botánica para América Latina. Recopilación. Bol. Soc. Argent. Bot. 25 (1- 2): 229-274

- sara g. Tressens. 1986. Novedades para la flora de la provincia de Corrientes (Argentina). Bol. Soc. Argent. Bot. 24 (3-4): 387-392

- c. Ezcurra, sara g. Tressens. 1981. Una nueva especie del género Forsteronia (Apocynaceae) de la provincia de Corrientes (Argentina). Hickenia 1 (47): 251-253

- sara g. Tressens. 1981. Novedades para la flora de la provincia de Corrientes (Argentina). Bonplandia 5 (15): 123-142

- --------------------------. 1974. Los granos de polen de los géneros Malvastrum y Acaulimalva (Malvaceae). Darwiniana 19(1): 40-64

- a. Krapovickas, sara g. Tressens, a. Fernández. 1974. Gaya elingulata, nueva especie de Malvácea del Brasil. Bol. Soc. Argent. Bot. 16 (1-2): 93-99

- sara g. Tressens. 1970. Morfología del polen y evolución en Tarasa (Malvaceae). Bonplandia 3 (7): 73-100

- --------------------------. 1970. Morfología del polen de Malvella en Antonio Krapovickas, El género Malvella Jaub. et Spach (Malvaceae) en la República Argentina. Bonplandia 3 (5): 57-59

### Ediciones de libros
Arbo, M. M. & S. G. Tressens. 2002. Flora del Iberá. Ed. EUDENE. Corrientes, Argentina. 617 pp.

### Capítulos de libros
- m.m. Sosa, sara g. Tressens. 2002. Las plantas parásitas del macrosistema Iberá. En Arbo & Tressens, Flora del Iberá, Ed. EUDENE, Corrientes, Argentina: 167-178

- sara g. Tressens, h.a. Keller. Biodiversidad arbórea en Formosa, Chaco y Corrientes, pp. 247-260. En N.I. Basterra, J.J. Neiff (Directores) & S.L. Casco (Compiladora). Manual de Biodiversidad de Chaco, Corrientes y Formosa. Ed. EUDENE, Corrientes, Argentina. 346 pp.

- -------------------------, r.o. Vanni, m.g. López. 2002. Las plantas terrestres del macrosistema Iberá. En Arbo & Tressens, Flora del Iberá, Ed. EUDENE, Corrientes, Argentina: 201-379

- -------------------------. 1999. Sapotaceae. En F. Zuloaga. & O. Morrone (eds.), Catálogo de las Plantas Vasculares de la República Argentina II. Missouri Botanical Garden: 1027-1029. 1999

- -------------------------. 1999. Lauraceae. En F. Zuloaga & O. Morrone (eds.), Catálogo de las Plantas Vasculares de la República Argentina II. Missouri Botanical Garden: 782-785. 1999

- -------------------------. 1996. “239. Sapotaceae”. Flora Fanerogámica Argentina, Fascículo 30: 1-9

Mariño, S. I. & S. G. Tressens. Sistema de base de datos multimedia: Flora del macrosistema Iberá. En Arbo & Tressens, Flora de Iberá, Ed. EUDENE, Corrientes, Argentina: 417-430

### Libros
- maría mercedes Arbo, sara graciela Tressens. 2002. Flora del Iberá. Editor EUDENE, Universidad Nacional del Nordeste, 613 pp. ISBN 9506560625

- sara g. Tressens. 1981. Novedades para la flora de la provincia de Corrientes (Argentina). Editor Facultad de Ciencias Agrarias, Universidad Nacional del Nordeste, 142 pp.

- -------------------------. 1970. Morfología del polen y evolución en Tarasa (Malvaceae). Editor Facultad de Ciencias Agrarias, Universidad Nacional del Nordeste, 100 pp.

### Publicaciones técnicas y de extensión
- c.a. de Reyes, sara g. Tressens, b. Álvarez, a. Hernando. Especies correntinas y una red de humedales única en el mundo. pp. 50-59. En J.E. Sánchez, J.A. Alemán A. Prosdocimi (eds.) Clarín Atlas Total de la República Argentina. Corrientes Tomo 11. 121 pp.

- sara g. Tressens, a. Schinini, m.s. Ferrucci, m.m. Arbo. 1994. Guía de Excursión Botánica al Parque Nacional Iguazú. VI Congreso Latinoamericano de Botánica y XXIV Jornadas Argentinas de Botánica”. 32 pp.

### Aplicaciones multimedia
- m.r. Barrios, s.i. Mariño, sara g. Tressens. 2001. Aproximación a la teoría telómica mediante una aplicación multimedia. Aplicación multimedia creado como complemento pedagógico.

## Honores
Miembro de
- Sociedad Argentina de Botánica[3]
- Comité Editor de revistas botánicas:
  - Boletín de la Sociedad Argentina de Botánica, 1983-1987
  - Bonplandia. 1987 hasta la actualidad. Y de 2003 hasta la actualidad: a cargo de la dirección

- La abreviatura «Tressens» se emplea para indicar a Sara Graciela Tressens como autoridad en la descripción y clasificación científica de los vegetales.[4]